# آرمونیا موندی
آرمونیا موندی (انگلیسی: Harmonia Mundi) یک ناشر موسیقی مستقل واقع در پاریس، فرانسه است که در ۱۹۵۸ توسط برنارد کوتاز بنیان گذاشته‌شد. در ۱۹۸۶ به شهر ارل واقع در همان کشور نقل مکان کرد.
فهرست این ناشر در اصل برای موسیقی کلاسیک اختصاص یافته‌است.
نام لاتین ناشر به معنی هارمونی جهانی (به انگلیسی: World harmony) است.